# Bible de Melantrich
La bible de Melantrich est une Bible imprimée en tchèque par Jiří Melantrich d’Aventin. Sa première édition date de 1549 et elle fut la traduction tchèque de la Bible la plus répandue dans la seconde moitié du XVIe siècle, et allait demeurer dans les familles bien au-delà de la bataille de la Montagne-Blanche. Elle fut aussi réputée pour sa richesse graphique et typographique.

## Contexte

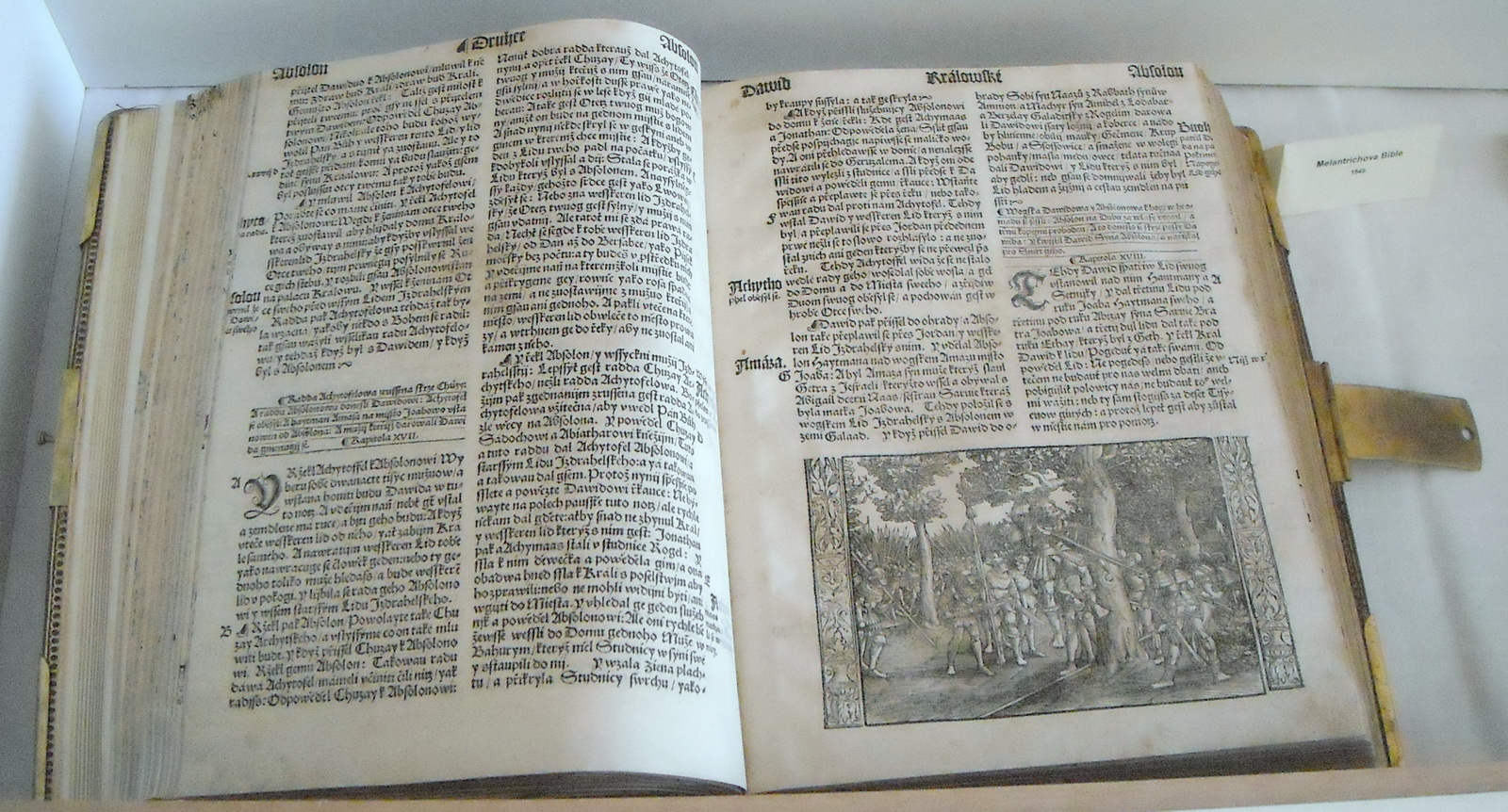
l'édition de 1549

Parmi les langues slaves, pour l'écriture, le tchèque possède une des plus anciennes histoires.
La première traduction de la Bible en proto-slave remonte au IXe siècle et fut effectuée par Cyrille et Méthode, « les Apôtres des Slaves ». Avant l'invention de Gutenberg, il y eut des traductions manuscrites, mais la première Bible imprimée fut la Bible de Prague en 1488.
Issu d'une famille utraquiste, Jiří Melantrich d’Aventin publia cette bible alors qu'il était encore employé par Bartoloměj Netolický (cs). Après la mort de ce dernier en 1552, il allait devenir plus tard un imprimeur indépendant et connaître le succès en Europe centrale avec son édition de l'herbier de Pierandrea Mattioli.

## Contenu
C'est encore une Bible traduite en tchèque à partir du latin et de la Vulgate. Il y eut auparavant : 
- la Bible boskovická (cs), 1415
- la Bible olomoucká (cs), 1417
- la Bible Padeřova (cs), 1435
- la Bible pražská (cs), 1488
- la Bible benátská (cs), 1506
- le Nouveau Testament, dans l'édition de Náměšť en 1533
- la Bible Severýnova (cs) de 1529 et 1537 qui servit de modèle pour Melantrich[5]
- l'Évangile selon Matthieu, édition de Leitmeritz en 1542.

Il fallut attendre 1579 et la Bible de Kralice pour avoir une traduction complète de la Bible à partir de l'hébreu, de l'araméen et du grec.
Chaque édition n'était pas une simple réimpression, mais une nouvelle création enrichie d'illustrations.
Il contenait le troisième livre des livres des Macchabées dans la traduction de Sixt z Ottersdorfu (cs).
Dans les marges, les contenus des chapitres étaient résumés, et les deux dernières éditions furent illustrées par des illustrateurs étrangers vivant à Prague, Florian Abel et Francesco Terzio.
Les différentes éditions sont parues en 1549, 1556/1557, 1560/1561, 1570, 1577

Édition de 1549
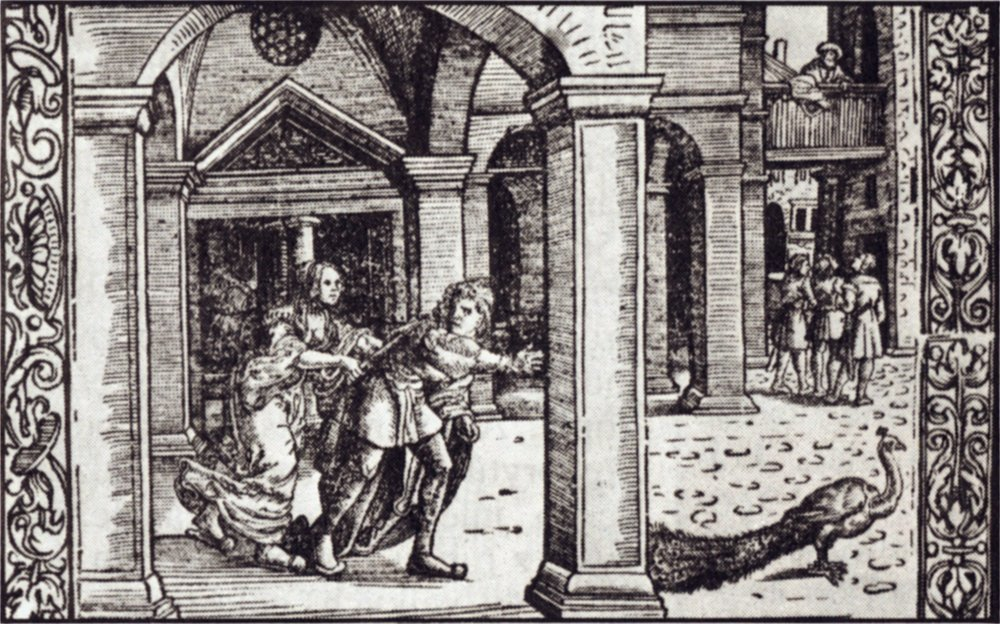
La femme de Potiphar attrapant Joseph
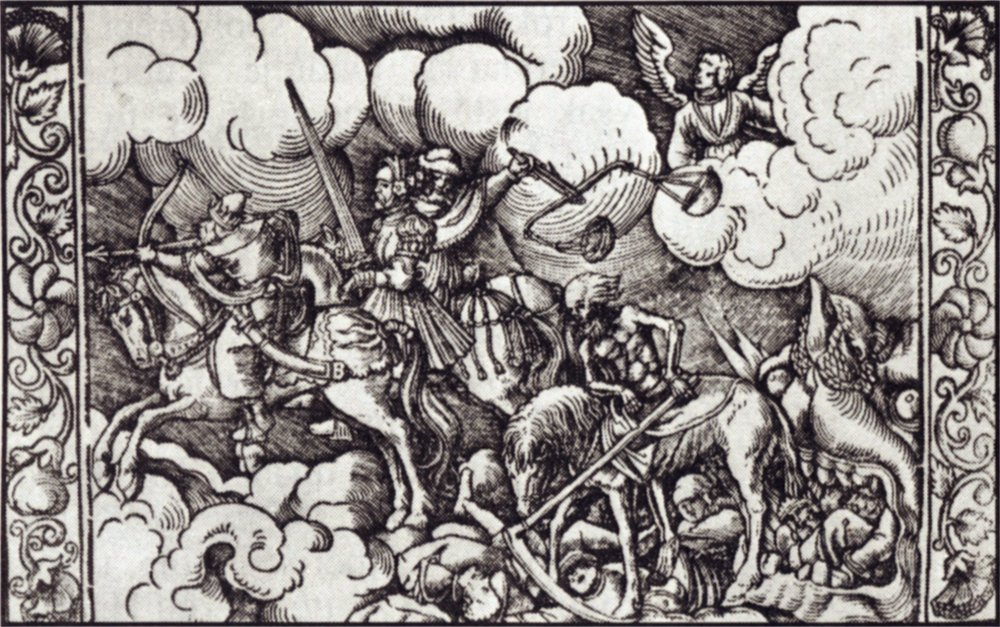
Les Quatre Cavaliers de l'Apocalypse
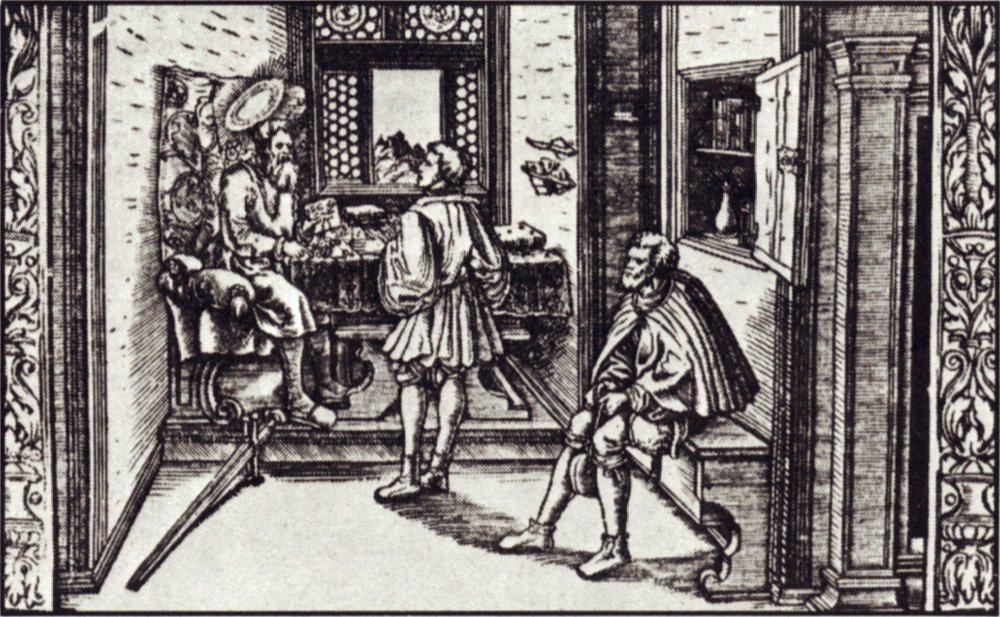
Saint Paul
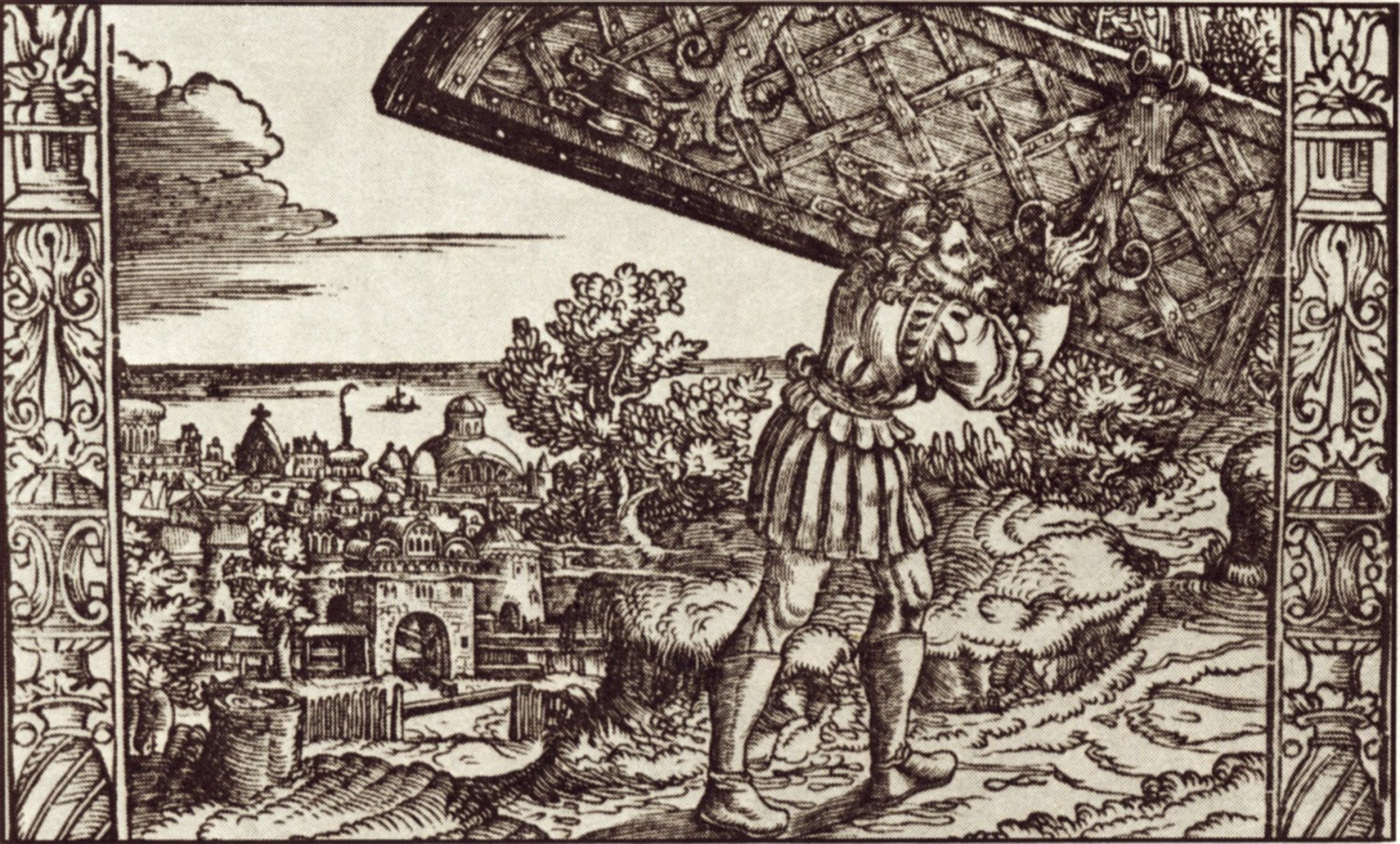
Samson

Édition de 1570
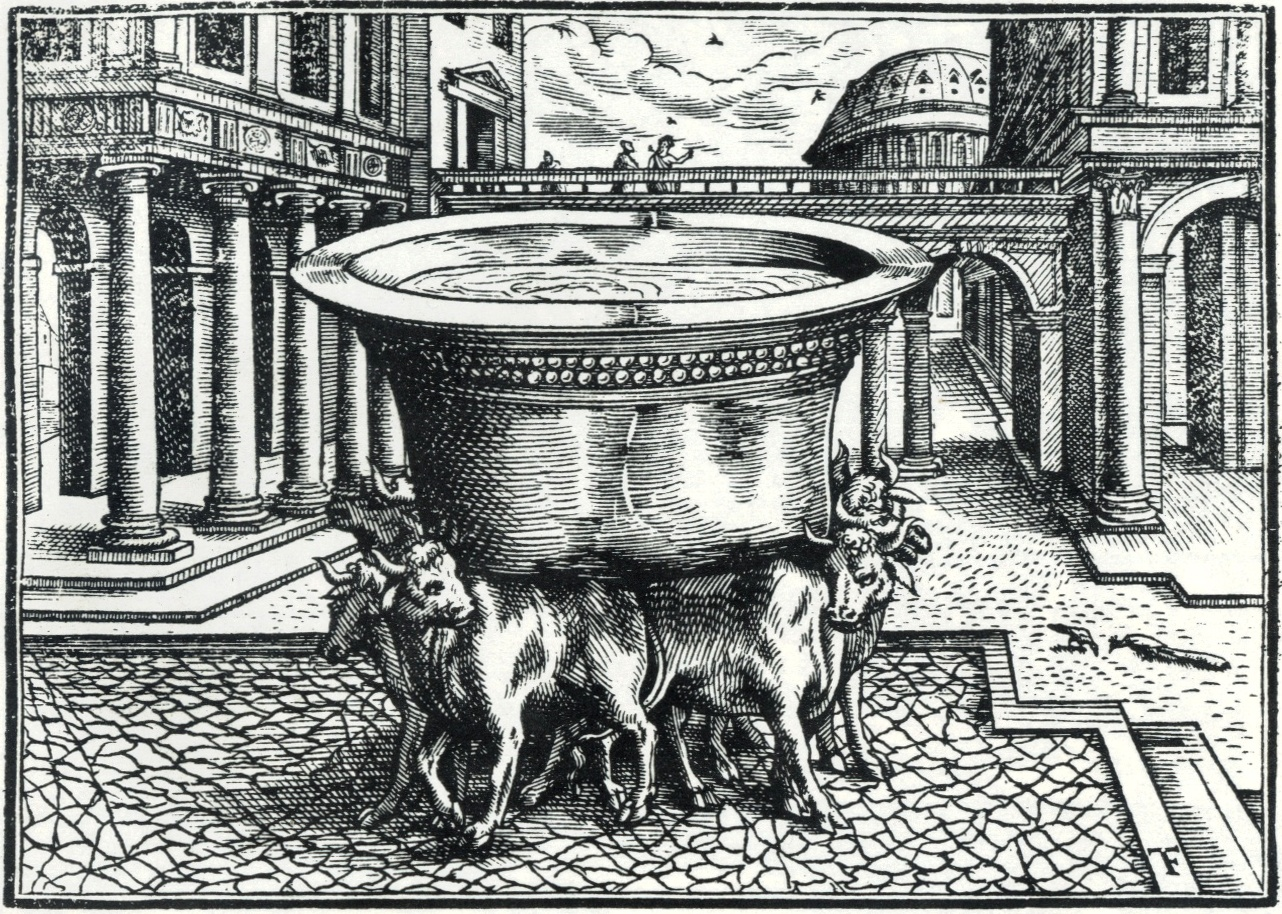
Temple de Salomon, édition de 1570, illustrations de Francesco Terzio
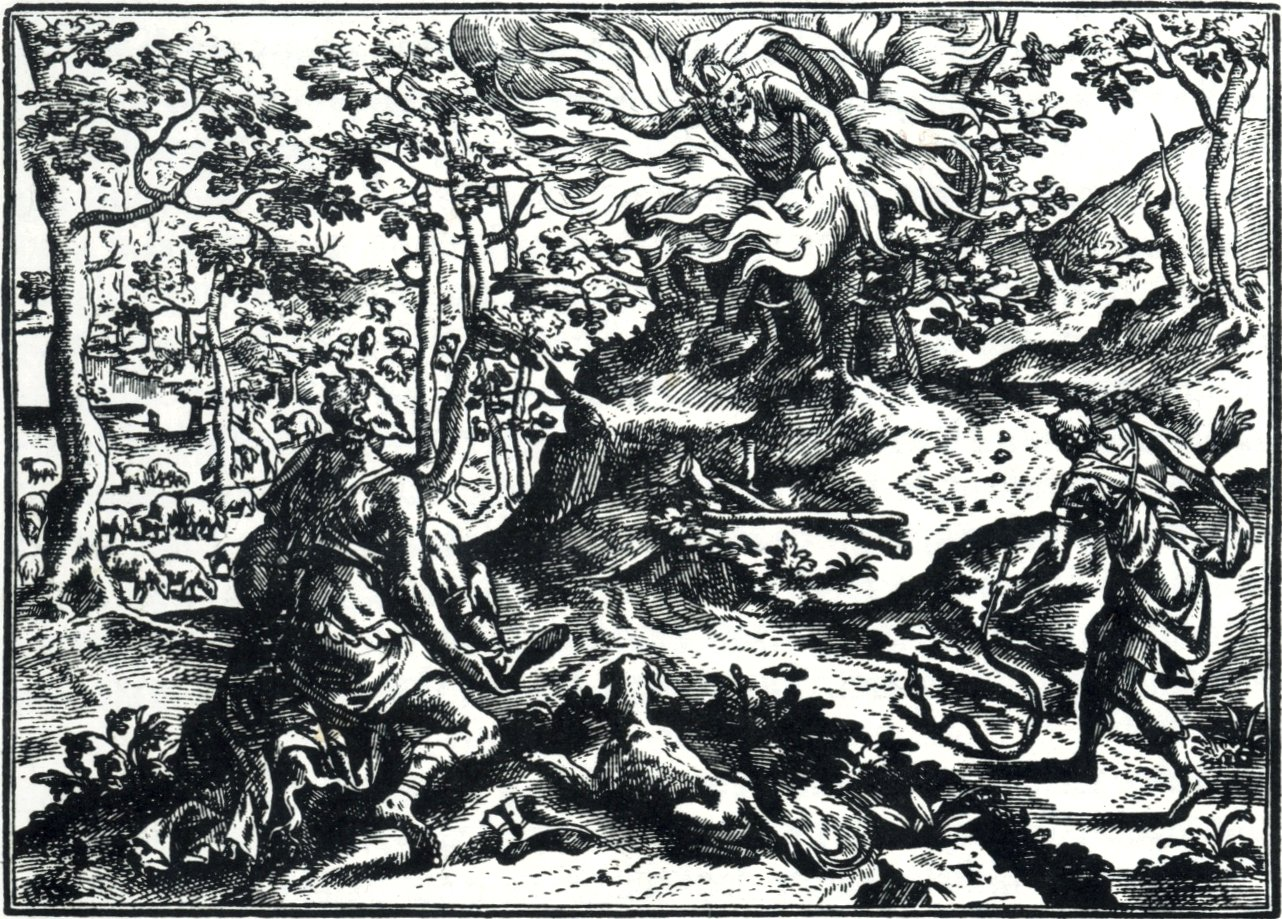
Moïse
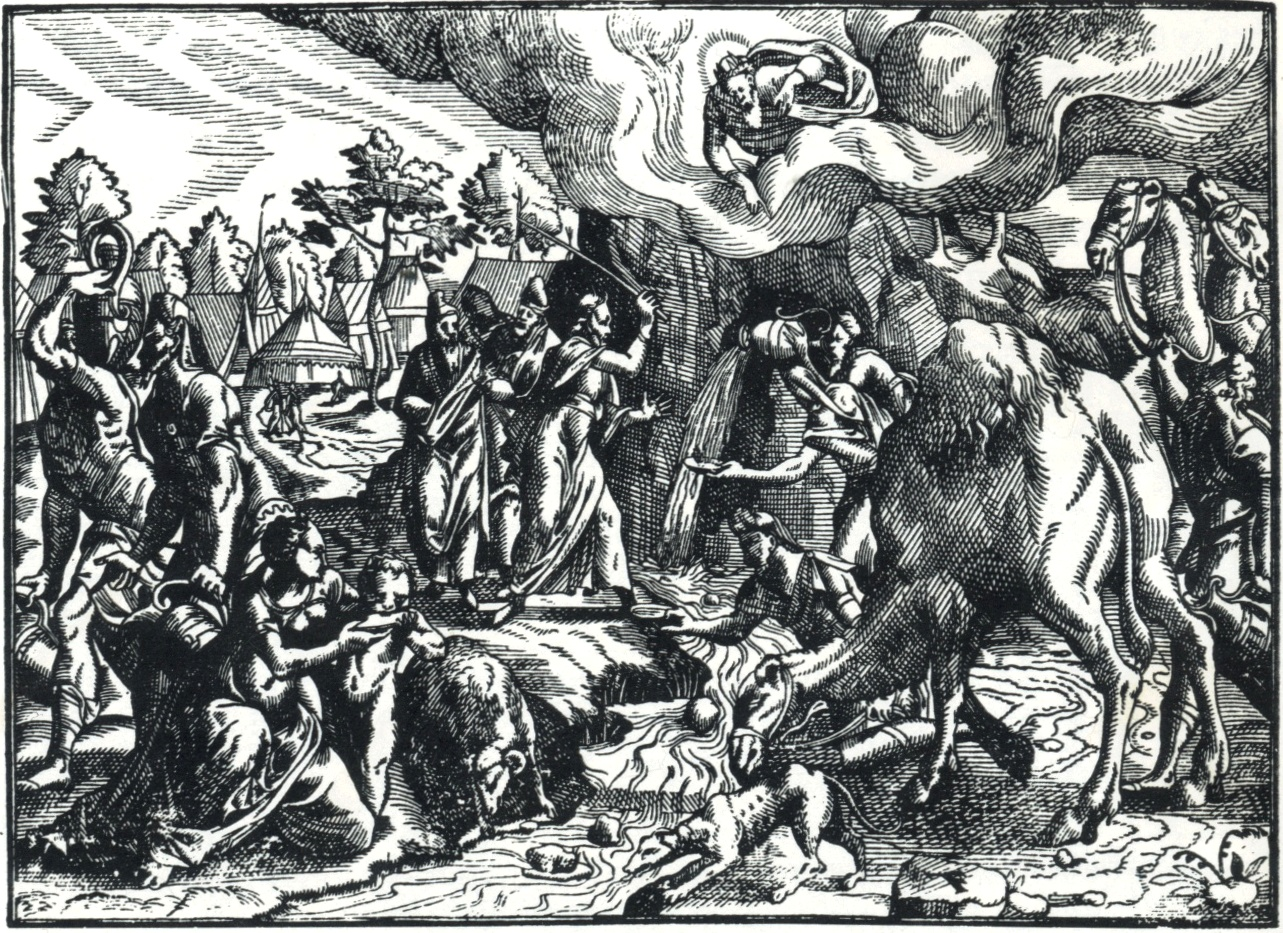
Moïse
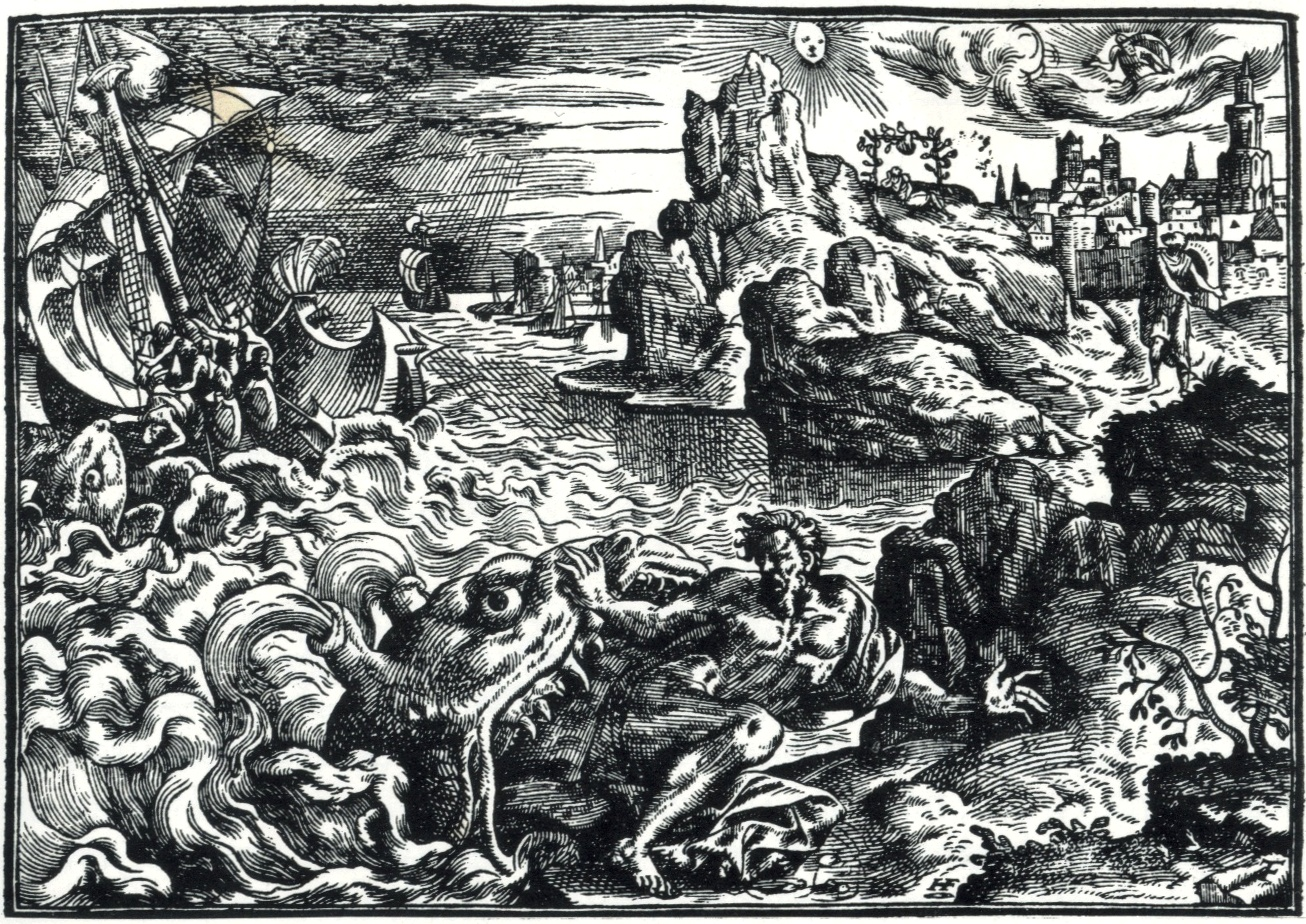
Jonas et la baleine